# RHYTHM BLACK
『RHYTHM BLACK』（リズムブラック）は、日本の女性歌手、大黒摩季の10枚目のオリジナル・アルバム。

## 概要
初のセルフ・プロデュース作品。コピーコントロールCDが採用されている。
「潮騒」はバラード・ベスト・アルバム『Weep〜maki ohguro The Best Ballads Collection〜』にも収録された。

## 収録曲
| 全作詞・作曲: 大黒摩季。 |                                                                                 |           |            |                                                |      |
| #                        | タイトル                                                                        | 作詞      | 作曲・編曲 | 編曲                                           | 時間 |
| 1.                       | 「夏が来る、そして…」(25thシングル)                                             | 大黒摩季  | 大黒摩季   | 西平彰                                         | 5:40 |
| 2.                       | 「勝手に決めないでよ」(24thシングル)                                            | 大黒摩季  | 大黒摩季   | 西平彰                                         | 4:36 |
| 3.                       | 「Cyber Love intro」(インストゥルメンタル)                                      | 大黒摩季  | 大黒摩季   | 本間昭光                                       | 0:30 |
| 4.                       | 「Cyber Love」                                                                  | 大黒摩季  | 大黒摩季   | 本間昭光                                       | 4:45 |
| 5.                       | 「0℃のTENDERNESS」                                                              | 大黒摩季  | 大黒摩季   | 遠藤幹雄                                       | 4:34 |
| 6.                       | 「砂の孤独」                                                                    | 大黒摩季  | 大黒摩季   | 西平彰                                         | 4:40 |
| 7.                       | 「運命なんかクソ食らえ -RUNAWAY BLOOD-」                                        | 大黒摩季  | 大黒摩季   | 西平彰                                         | 5:13 |
| 8.                       | 「Get The Groove」                                                              | 大黒摩季  | 大黒摩季   | 本間昭光                                       | 3:44 |
| 9.                       | 「あのバスに乗って」                                                            | 大黒摩季  | 大黒摩季   | 清水俊也                                       | 6:05 |
| 10.                      | 「friendship」                                                                  | 大黒摩季  | 大黒摩季   | 十川知司                                       | 6:00 |
| 11.                      | 「潮騒」                                                                        | 大黒摩季  | 大黒摩季   | 清水俊也                                       | 6:45 |
| 12.                      | 「素晴らしい世界」                                                              | 大黒摩季  | 大黒摩季   | GO SUZUKI & Water Pipe & Dreams (sound design) | 4:47 |
| 13.                      | 「アイデンティティ」(23rdシングル)                                              | 大黒摩季  | 大黒摩季   | 小西貴雄                                       | 4:57 |
| 14.                      | 「flowin' [Maki's Scat Mix]」(25thシングルのカップリング曲のアレンジバージョン) | 大黒摩季  | 大黒摩季   | GO SUZUKI & Water Pipe & Dreams (sound design) | 5:11 |
| 合計時間:                | 合計時間:                                                                       | 合計時間: | 67:27      |                                                |      |

## メディアでの使用
- 夏が来る、そして…

日本テレビ系「スポーツうるぐす」エンディングテーマ（2003年6～7月）
- Cyber Love

タイトー「PROJECT MINERVA Professional」タイアップ
- アイデンティティ

2002 TBS サッカーイメージソング